# Eupithecia corticulata
Eupithecia corticulata är en fjärilsart som beskrevs av Freyer 1840. Eupithecia corticulata ingår i släktet Eupithecia och familjen mätare. Inga underarter finns listade i Catalogue of Life.